# 카이 코코아
카이 코코아(일본어: 甲斐 心愛, 2003년 11월 28일 ~ )는 말레이시아의 여성 아이돌 그룹 KLP48의 멤버이다. 히로시마현 출신.